# Unrest (deutsche Band)
Unrest war eine deutsche Metalband aus Bremen.

## Bandgeschichte
Nachdem die Band 1988 gegründet worden war, wurden in drei Jahren zwei Demos aufgenommen. Außerdem erfolgten etliche Konzerte im norddeutschen Raum. Dann wurde das erste Album Taste It produziert, welches 1992 erschien. Zwei Jahre später wurde ein neues Album produziert, das am Anfang des darauffolgenden Jahres erhältlich war. Dieses Album trägt den Namen By the Light of the Moon. Nachdem man einen gewissen Bekanntheitsgrad erreicht hatte, folgten dann die ersten großen Auftritte mit bekannten Bands wie Rage und Skyclad. 1996 gab es dann eine Tour zusammen mit den Power-Metal-Bands Iced Earth und Nevermore, die Unrest durch Deutschland, Belgien und die Niederlande führte. 1997 wurde die dritte CD Watch Out veröffentlicht. Im selben Jahr folgten weitere Touren, unter anderem mit Scanner, W.A.S.P. und Sinner. Ein Jahr später, zehn Jahre nach Gründung der Band, wurde das vierte Album Cold Steel Whisper veröffentlicht. Außerdem spielten Unrest auf dem Wacken Open Air. 2000 kam über TTS Media Music das mit Restless and Live betitelte erste Livealbum auf den Markt, 2001 folgte das nächste Studioalbum. Es folgten noch einige Konzerte, unter anderem mit Dio, bis die Band schließlich 3 Jahre lang keine Aktivitäten ausführte. 2004 fand sich die Band wieder zusammen, jedoch mit einem neuen Gitarristen und einem neuen Bassisten. Die seit der Wiedervereinigung geschriebenen Songs wurden dann 2006 unter dem Titel Back to the Roots bei Massacre Records veröffentlicht.
Unrest wurden Ende 2009 aufgelöst, da sie „keinen passenden Sänger gefunden“ hatten.

## Diskografie
- 1992 – Taste It
- 1995 – By the Light of the Moon
- 1997 – Watch Out
- 1998 – Cold Steel Whisper
- 2000 – Restless and Live (Livealbum)
- 2001 – Bloody Voodoo Night
- 2006 – Back to the Roots